# Catalijnenweg
Catalijnenweg is een buurtschap in de gemeente Hulst, in de Nederlandse provincie Zeeland. De in de regio Zeeuws-Vlaanderen gelegen buurtschap behoorde voorheen tot de gemeente Hontenisse. De buurtschap ligt ten noordwesten van Kuitaart en ten zuiden van Kloosterzande. 
Catalijnenweg bestaat uit enkele huizen nabij de kruising van de onverharde Cathelijneweg met de Sint Josephstraat. Voorheen was de Cathelijneweg langer dan nu, het omvat voorheen de huidige weg, maar ook een gedeelten van Sint Josephstraat, de Hulsterweg en de Kwikstraat en verbond zo Kuitaart met De Tas. De kaart van 1950 plaatst de buurtschap ook noordelijker aan de huidige Hulsterweg. Opvallend is dat de buurtschapsnaam Catalijnenweg verschilt van de wegnaam namelijk de Cathelijneweg. Binnen de buurtschap Catalijnenweg bevond zich de hoeve Kathalijneberg waar de buurtschap wellicht naar vernoemd is. In 1930 bestond de buurtschap uit 5 huizen met 25 inwoners.
De postcode van de buurtschap is 4584, de postcode van Kuitaart.
Stad: Hulst

Dorpen: Clinge · Graauw · Heikant · Hengstdijk · Kapellebrug · Kloosterzande · Kuitaart · Lamswaarde · Nieuw-Namen · Ossenisse · Sint Jansteen · Terhole · Vogelwaarde · Walsoorden

Buurtschappen: Absdale · Baalhoek · Boschkapelle · Catalijnenweg · Delft · Drie Hoefijzers · Duivenhoek · De Eek · Emmadorp · Fluitershoek · Groenendijk · Halfeind · Hoefkesdijk · Hoek en Bosch · 't Hoekje · 't Jagertje · Kalverdijk · Kampen · Kamperhoek · Keizerrijk · De Knapaf/Droogedijk · Knuitershoek · Koelewei · Koningsdijk · De Kraai · Krabbenhoek · Kreverhille · Kruisdorp · Kruispolderhaven · Kruisweg · Het Lammetje · Luntershoek · Margret · Margretschedijk · Molenhoek · Molenhoek · Muggenhoek (deels) · Noordstraat · Het Oliekot · Oostdijk · Ossenhoek · Oude Kaai · Oudemolen · Oude Stoof · Paal · Patrijzendijk · Patrijzenhoek · Pauluspolder · Perkpolder · Prosperdorp · De Rape · Roskam · Roverberg · Ruischendegat · Rustwat · Saswijk · Schapershoek · Scheldevaartshoek · Schuddebeurs · Sluis/Drie Gezusters · Statenboom · Stoppeldijk (Rapenburg) · Stoppeldijkveer (deels) · Strooienstad · Tasdijk · Tivoli · Tragel · Verkorting · Vijfhoek · Vogelfort · Walenhoek · Zandberg · Zeedorp · Zeegat

Historische plaatsen: Boerenmagazijn · Eekenissepolder · Klein Kuitaart · Vitshoek

Zeeland: Steden en dorpen in Zeeland      Nederland: Provincies · Gemeenten